# Isabel de Brunsvique-Grubenhagen
Isabel de Brunswick-Grubenhagen (20 de março de 1550 - 11 de fevereiro de 1586) foi a primeira esposa do duque João II de Schleswig-Holstein-Sonderburg-Plön, filho do rei Cristiano III da Dinamarca.

## Família
Isabel era a única filha do duque Ernesto III de Brunswick-Grubenhagen e da duquesa Margarida da Pomerânia. Os seus avós paternos eram o duque Filipe I de Brunswick-Grubenhagen e a condessa Catarina de Mansfeld-Vorderort. Os seus avós maternos eram o duque Jorge I da Pomerânia e a duquesa Amália do Palatinado.

## Casamento
Isabel casou-se no dia 19 de agosto de 1568 com o duque João II de Schleswig-Holstein-Sonderburg-Plön.

## Descendência
1. Doroteia de Schleswig-Holstein-Sonderburg-Plön (9 de Outubro de 1569 – 5 de julho de 1593), casada com o duque Frederico IV de Legnica; com descendência.
2. Cristiano de Schleswig-Holstein-Ærø (24 de outubro de 1570 – 4 de junho de 1633), solteiro e sem descendência.
3. Ernesto de Schleswig-Holstein-Sonderburg-Plön (17 de janeiro de 1572 – 26 de outubro de 1596), morreu aos vinte e quatro anos; sem descendência.
4. Alexandre de Schleswig-Holstein-Sonderburg-Plön (20 de janeiro de 1573 – 13 de maio de 1627), casado com a condessa Doroteia de Schwarzburg-Sondershausen; com descendência.
5. Augusto de Schleswig-Holstein-Sonderburg-Plön (26 de julho de 1574 – 26 de outubro de 1596), morreu aos vinte e dois anos de idade; sem descendência.
6. Maria de Schleswig-Holstein-Sonderburg-Plön (22 de agosto de 1575 – 6 de dezembro de 1640), abadessa de Itzehoe.
7. João Adolfo de Schleswig-Holstein-Norburg (17 de setembro de 1576 – 21 de Fevereiro de 1624), solteiro e sem descendência.
8. Ana de Schleswig-Holstein-Sonderburg-Plön (7 de outubro de 1577 – 30 de janeiro de 1616), casada com o duque Bogislaw XIII da Pomerania-Barth; sem descendência.
9. Sofia de Schleswig-Holstein-Sonderburg-Plön (30 de maio de 1579 – 3 de junho de 1658), casada com o duque Filipe II da Pomerania-Barth; sem descendência.
10. Isabel de Schleswig-Holstein-Sonderburg-Plön (24 de setembro de 1580 – 21 de Dezembro de 1653), casada com o duque Bogislaw XIV da Pomerania-Barth; sem descendência.
11. Frederico de Schleswig-Holstein-Sønderburg-Norburg (26 de outubro de 1581 – 22 de julho de 1658), casado com a duquesa Juliana da Saxónia; com descendência.
12. Margarida de Schleswig-Holstein-Sønderburg-Norburg (24 de fevereiro de 1583 – 10 de Abril de 1638), casada com o conde João VII de Nassau-Siegen; com descendência.
13. Filipe de Schleswig-Holstein-Sonderburg-Glücksburg (15 de março de 1584 – 27 de Setembro de 1663), casado com a duquesa Sofia Edviges de Saxe-Lauemburgo; com descendência.
14. Alberto de Schleswig-Holstein-Sonderburg-Plön (16 de abril de 1585 – 30 de abril de 1613), morreu aos vinte e oito anos de idade; sem descendência.